# 諏訪神社 (札幌市)

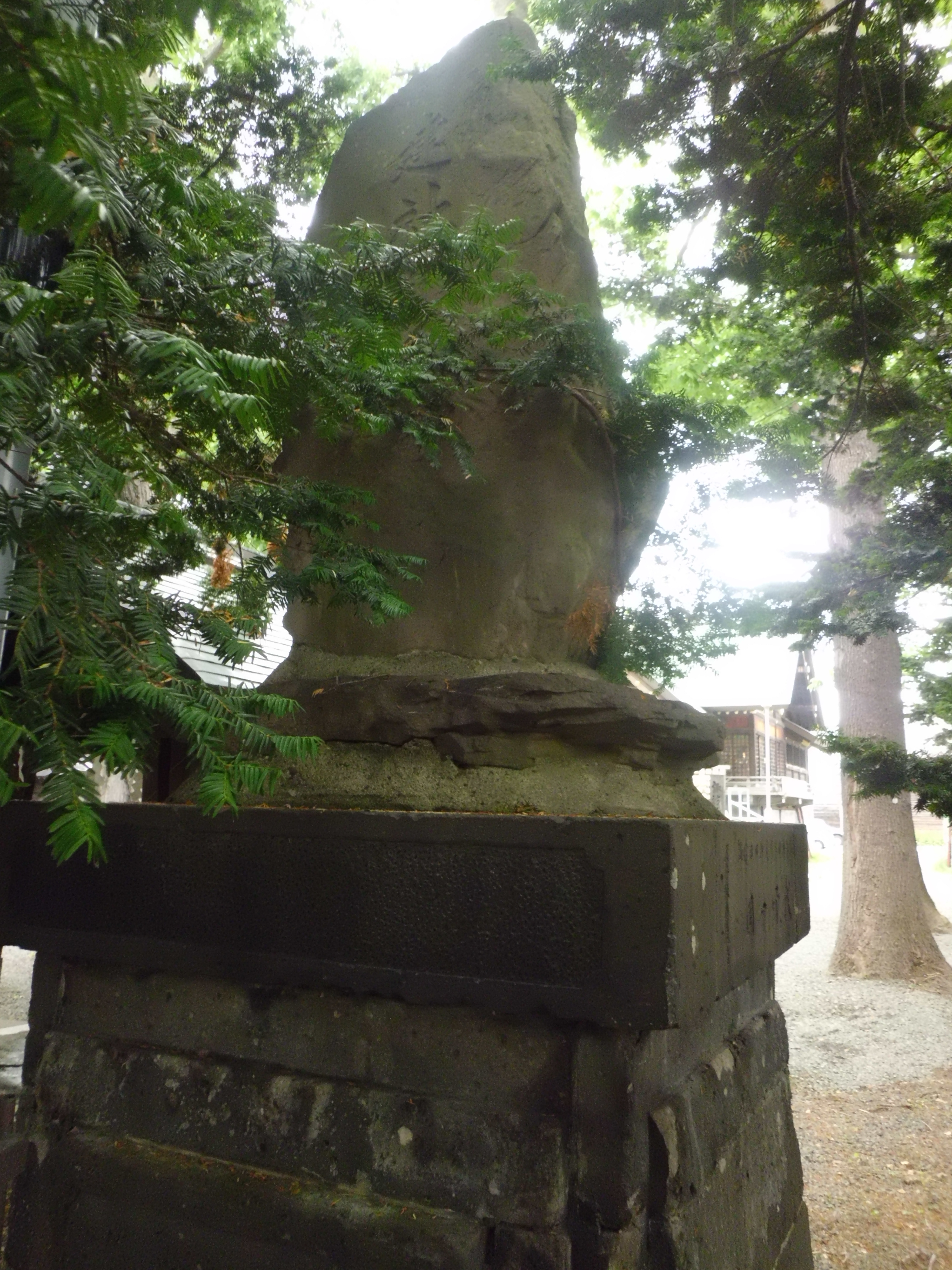
建社記念碑

諏訪神社（すわじんじゃ）は、北海道札幌市東区北12条東1丁目1番10号にある神社。旧社格は村社。札幌諏訪神社（さっぽろすわじんじゃ）とも。
祭神は建御名方命（たけみなかたのみこと）と八坂刀売命（やさかとめのみこと）。
平地に建っているにもかかわらず社殿は高い位置にあるが、これは神社前を流れる創成川の氾濫に備えてのことといわれる。
境内のヤチダモとハルニレの8本の樹木が、札幌市によって保存樹に指定されている。

## 歴史
- 1878年（明治11年）、長野県から上島正ら約30名が当地に移住する[1]。
- 1882年（明治15年）3月12日、信濃国一の宮・諏訪大社より分霊を勧請して奉る[3]。
- 1898年（明治31年）2月14日、内務省に出願し無格社となる[3]。
- 1934年（昭和9年）4月19日、村社に列格。また同年には所在地が札幌村から札幌市に編入され、これにあわせて社殿と社務所が造営される[3]。
- 1945年（昭和20年）、郷社への昇格を申請するも[3]、実現せず。
- 1966年（昭和41年）、新社殿造営[3]。
- 1982年（昭和57年）、鎮座百年祭[3]。
- 1992年（平成4年）、鎮座百十年祭。社殿の大屋根葺き替え[3]。
- 2002年（平成14年）、鎮座百二十年祭[3]。
- 2012年（平成24年）、鎮座百三十年祭[3]。